# تیازسیم
تیازسیم (انگلیسی: Tiazesim) نوعی ضدافسردگی هتروسیکلیک است که امروزه دیگر استفاده نمی‌شود. 